# Сара Кіолаба
Сара Кіолаба Тату Намутебі Амін, відома також за її сценічним ім'ям «Сара самогубство» (1955 — 11 червня 2015), угандійська танцюристка, яка була п'ятою і останньою дружиною диктатора Іді Аміна. Вона познайомилася з Аміном, коли була 19-років танцюристкою, і вони одружилися в 1975 році. У пари було троє дітей, але Кіолаба покинула Аміна після того, як він поїхав у вигнання в 1979 році. Вона переїхала до Англії, де керувала рестораном, а згодом перукарнею. Вона померла від раку в 2015 році.

## Раннє життя
Сара Кіолаба народилася в лікарні Мулаго, штат Кампала, Уганда в 1955 році в Хаджі Камаді та Айші Нсубуга.

## Іді Амін
Кіолаба познайомилася з Іді Аміном, коли вона була 19-річною танцюристкою в так званому ансамблі механізованого полку революційного самогубства армії Уганди. Це призвело до її прізвиська «Сара-самогубство». Пара одружилася у Кампалі у 1975 році на церемонії, де Яссер Арафат був дружкою. Повідомлялося, що весільний бенкет коштував 2 мільйони фунтів стерлінгів. Кіолаба, як кажуть, була «улюбленою» дружиною Аміна.
Кіолаба була у стосунках з чоловіком у Масаці, коли вона познайомилася з Аміном, а 25 грудня 1974 року народила його дитину. Амін оголосив про народження дитини по телебаченню як свого, і справжній батько незабаром зник.
Коли Амін був змушений покинути Уганду в 1979 році, Кіолаба поїхала з ним на заслання спочатку до Лівії, а потім до Саудівської Аравії, де вони врешті оселилися в Джидді. Кіолаба відокремилася від Аміна в 1982 році. Вона їздила до Німеччини з Файсал Вангітою, одним із чотирьох її дітей (троє з Аміном), де вона вимагала притулку та працювала моделлю білизни. Пізніше вона переїхала до Лондона.

## Життя в Лондоні
З 1997 р. до принаймні 1998 р. Кіолаба керувала рестораном «Кришна» в м. Уптон-роуд, Вест-Хем, Лондон, де подавали страви, такі як тушкована коза, симпамо (м'ясо з барбекю з салатом) та екігере (корова в соусі). Однак його на деякий час було закрито в листопаді 1997 року після того, як інспектори охорони навколишнього середовища виявили на кухні тарганів та мишей. Кіолаба уникла в'язниці, визнаючи свою вину. У коронному суді Snaresbrook вона отримала дворічне умовне звільнення і повинна була заплатити 1000 фунтів стягнення за судові витрати.
Після смерті Аміна в Джидді в 2003 році Кіолаба назвала його «справжнім африканським героєм» і «чудовим батьком» додавши: «він був просто нормальною людиною, а не чудовиськом». Він був веселою людиною, дуже доброю".

## Смерть
Кіолаба померла від раку 11 червня 2015 року в лондонській безкоштовній королівській лікарні.
На момент смерті вона керувала перукарнею в Тоттенхемі, північний Лондон, і жила неподалік у Палмерс Грін.